# اره میزی

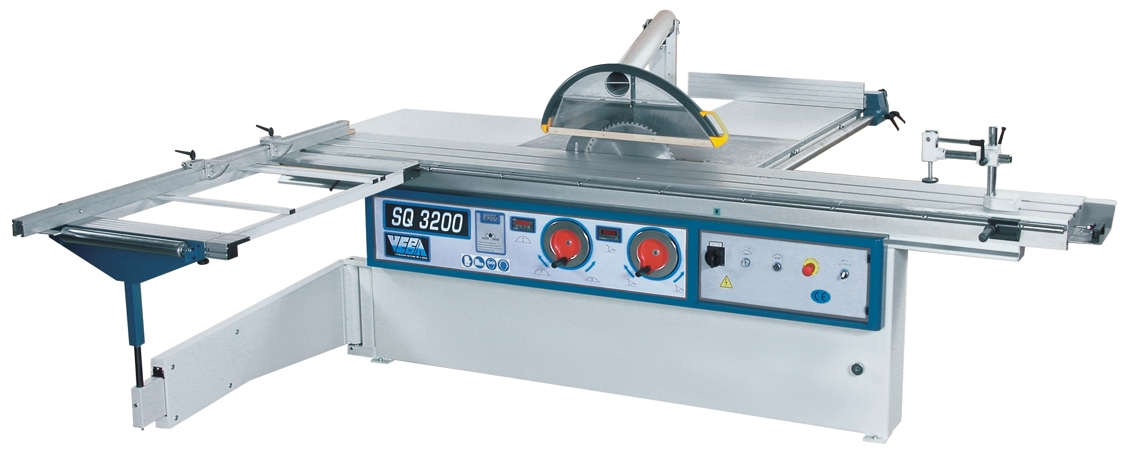
نمونه‌ای از اره میزی

اره میزی نوعی از اره‌ها است که برای برش صفحات بزرگ و با ضخامت محدود کاربرد دارد. این اره برای اولین بار در سال ۱۹۰۶ توسط ویلهم آلتندورف (به آلمانی: Wilhelm Altendorf) ساخته شد که این اختراع استاندارد جدیدی را به دنیای چوبکاری افزود.

## روش کار
معمولا ورق چوب، نئوپان، تخته سه‌لایی یا فیبر (نجاری) باید به صورت دستی بر روی میز حرکت داده شوند تا اره آنها را برش دهد.